# Законодательная ассамблея Умбрии
Законодательная ассамблея Умбрии (итал. Assemblea legislativa dell’Umbria) — представительный орган региона Умбрия, который обладает законодательной властью и функциями контроля над региональной политикой; может вносить законодательные предложения в парламент страны.
Основан в 1970 году. Состоит из двадцати советников и президента собрания. Занимает здание дворца Чезарони в городе Перуджа. Каждый созыв собрания, за исключением случаев досрочного прекращения полномочий, длится пять лет.

## История
Первый региональный совет Умбрии был официально учреждён 20 июля 1970 года в Нотариальном зале Дворца приоров в Перудже. 25 ноября того же года совет принял первый региональный Устав, который был утверждён президентом Итальянской Республики законом №344 от 22 мая 1971 года. В соответствии с Конституцией Италии, Устав определял полномочия и структуру регионального совета; законом № 44 от 1992 года в него были внесены изменения.
Реформа Статьи V Конституции Италии, подтвержденная конституционным референдумом 2001 года, упразднила старый региональный статут в Умбрии. Новый Устав официально вступил в силу после принятия регионального закона №21 от 16 апреля 2005 года. 8 мая 2007 года был утверждён новый Регламент Законодательной ассамблеи с соответствии с новым Уставом. Регламент регулирует вопросы организации собрания, порядок работы его внутренних органов и процедуры принятия региональных законов и документов собрания.
Первоначально региональный совет состоял из тридцати региональных советников. Согласно закону №138 от 13 августа 2011 года количество региональных советников было сокращено до двадцати, при этом дополнительное место было зарезервировано за президентом региона.

## Функции и органы
Законодательная ассамблея состоит из консильери (итал. consiglieri — советник) — политических представителей, избираемых гражданами Италии, проживающими в Умбрии. Советники образуют группы советов. Каждый член Законодательной ассамблеи входит, как минимум, в одну постоянную комиссию собрания или в комиссию по расследованию, созданную в рамках собрания.
Основная функция Законодательной ассамблеи заключается в утверждении изменений в Уставе, региональном бюджете и законах и постановлениях по вопросам, входящим в компетенции органов местного самоуправления. Региональный совет также может вносить законодательные предложения в парламент страны и назначает из числа советников трёх делегатов, которые участвуют в выборах президента Итальянской Республики. Заседания собрания являются публичными и открытыми для всех граждан.
Законодательную ассамблею возглавляет президент, избираемый вместе с вице-президентами на первой сессии после утверждения членов совета. Президент уполномочен созывать заседания и руководить работой собрания в зале. Он также предлагает документы на рассмотрение компетентным комиссиям и имеет право, заслушав мнение Администрации президента Итальянской Республики, издать указ о роспуске Законодательной ассамблеи за исключением случаев, предусмотренных 1 пунктом 126 статьи Конституции Италии, и проверить допустимость вотума недоверия.
С 2012 года в составе Законодательно ассамблеи работает ревизионная комиссия, осуществляющая надзор за бухгалтерскими отчётами и финансово-экономической деятельностью руководства собрания.

## Текущий состав
После региональных выборов в Умбрии 27 октября 2019 Законодательная ассамблея имеет следующий руководящий состав:
- президент — Марко Скуарта;
- вице-президенты — Паола Фьорони и Микеле Беттарелли[7][8].

| Партия | Партия                      | Места   | Статус        |
| ------ | --------------------------- | ------- | ------------- |
|        | Лига Севера                 | 8 из 21 | Правительство |
|        | Демократическая партия      | 4 из 21 | Оппозиция     |
|        | Братья Италии               | 2 из 21 | Правительство |
|        | Вперёд, Италия              | 2 из 21 | Правительство |
|        | Тезеи в президенты          | 1 из 21 | Правительство |
|        | Движение пяти звёзд         | 1 из 21 | Оппозиция     |
|        | Гражданский пакт для Умбрии | 1 из 21 | Оппозиция     |
|        | Смешанная группа            | 2 из 21 | Оппозиция     |

Большинство (правоцентристы): 
- Лига Севера: Стефано Пасторелли (лидер группы), Валерия Алессандрини[итал.] (до 23.04.2020), Энрико Меласекке Джермини (с 23.04.2020), Даниэле Кариссими (независимый), Паола Фьорони, Валерио Манчини, Даниэле Никки (независимый), Марко Кастеллари, Эудженио Рондини, Донателла Тезеи — президент региона Умбрия;
- Братья Италии: Элеонора Пейс (лидер группы), Марко Скуарта;
- Вперёд, Италия: Роберто Моррони.
- Тезеи в президенты: Паола Агабити.

Меньшинство (левоцентристы и прочие):
- Демократическая партия: Симона Мелони (лидер группы), Микеле Беттарелли, Томмазо Бори, Фабио Папарелли;
- Движение пяти звёзд: Томас Де Лука;
- Смешанная группа: Винченцо Бьянкони, Донателла Порзи из партии Действие;
- Гражданский пакт для Умбрии: Андреа Фора.